# George Southall
Montford George "Monty" Southall (17 de julho de 1907 — 2 de maio de 1993) foi um ciclista britânico que competiu nos Jogos Olímpicos de 1928, em Amsterdã, onde ganhou uma medalha de bronze na perseguição por equipes, formando equipe com os irmãos Harry, Lew e Percy Wyld.